# Tiangong
Tiangong (chinesisch 天宮 / 天宫, Pinyin Tiāngōng – „Himmelspalast“) ist eine Serie von Raumlabors im Rahmen des bemannten Raumfahrtprogramms der Volksrepublik China, bei denen das zunächst von Zhang Bainan, seit 2016 von Zhu Congpeng (朱枞鹏, * 1963) geleitete Raumlaborsystem zuständig ist. Am 29. September 2011 wurde Tiangong 1 gestartet, Tiangong 2 folgte am 15. September 2016. Die dabei gewonnenen Erfahrungen mündeten in den Bau der Chinesischen Raumstation, die nach ihrer Fertigstellung am 3. November 2022 nun ihrerseits als „Heimathafen“ für weitere Weltraumlabors dienen soll, die, ähnlich wie das Xuntian-Teleskop, die meiste Zeit in einem gewissen Abstand von der Station aber im Prinzip auf demselben Orbit frei fliegen und nur für Wartungsarbeiten und Betankung dort andocken.
Anfang 2023 dachten die Ingenieure um Yang Hong an zwei „Begleitmodule“ (伴飞舱), die hinter der Raumstation links und rechts versetzt fliegen sollen, aber auch an ein Raumlabor, das auf einer freien Rückkehrbahn zwischen Erde und Mond hin und her pendelt, um dort Technologien für die bemannte Monderkundung zu erproben.

## Vorbereitung
Bei dem im März 1986 gestarteten Nationalen Programm zur Entwicklung von Hochtechnologie, wegen des Datums auch „Programm 863“ genannt, war in Sektion 863-205 der Bau einer Raumstation vorgesehen. Zum damaligen Zeitpunkt war das jenseits der technischen Möglichkeiten Chinas, aber Ingenieure mehrerer Ministerien befassten sich bereits mit theoretischen Vorarbeiten und der Ausarbeitung von Konzepten, die am 21. September 1992 in das Bemannte Raumfahrtprogramm der Volksrepublik China mündeten, wegen des Datums auch „Projekt 921“ genannt. Während des Planungsprozesses einigte sich die Gutachterkommission für das Fachgebiet Raumfahrt beim Programms 863 im Jahr 1991 darauf, vor einer ständig besetzten Raumstation zum Zwecke der Technologieerprobung ein kurzzeitig bewohntes Raumlabor zu starten. Der deutschen Öffentlichkeit wurde bei der Expo 2000 in Hannover ein Modell gezeigt, das mit der späteren Realität allerdings nur wenig zu tun hatte.
Die Steuerung von Raumflugkörpern erfolgt üblicherweise durch kleine  Lageregelungstriebwerke. Der amerikanische Space Shuttle besaß zum Beispiel 44 solcher Triebwerke verschiedener Schubkraft. Für den Regelbetrieb einer Raumstation, die jahrelang um die Erde kreist und dabei ständig äußeren Einflüssen wie der Bremswirkung der Thermosphäre, dem Strahlungsdruck der Sonne und dem Gravitationsfeld der Erde ausgesetzt ist, wären derartige Triebwerke durch den hohen Treibstoffverbrauch jedoch viel zu teuer und ineffizient. Daher kommen bei großen Raumflugkörpern Momentenkreisel zum Einsatz, bei denen ein kardanisch aufgehängtes Schwungrad ständig rotiert. Für eine Änderung der Fluglage wird der Winkel der Drehachse verstellt. Das dabei auftretende Reaktionsmoment dreht den Raumflugkörper, schneller und gleichzeitig schonender als  mit chemischen Triebwerken. Dies ist eine Schlüsseltechnologie für den Betrieb einer Raumstation, über die damals nur Russland und die USA verfügten. 1998 wurde das damalige Institut für Weltraumsteuerungstechnik der Chinesischen Akademie für Weltraumtechnologie beauftragt, ein entsprechendes System für das erste Raumlabor zu entwickeln. Nach mehreren Jahren entstand schließlich ein Momentenkreisel mit einem Drehimpuls von 200 Nms. Von diesen wurden sechs Exemplare im Raumlabor eingebaut, um eine Steuerung des mit angekoppeltem Shenzhou-Raumschiff 16,3 t schweren Komplexes um alle drei Drehachsen zu ermöglichen.

## 2011: Tiangong 1

Zeichnung von Tiangong 1 (links) mit angedocktem Shenzhou-Raumschiff (rechts)

Tiangong 1 wurde am 29. September 2011 mit einer Trägerrakete vom Typ Langer Marsch 2F/T gestartet, die eine größere Nutzlastverkleidung besitzt als die für bemannte Raumflüge verwendete Rakete derselben Serie. Am 3. November dockte das unbemannte Raumschiff Shenzhou 8 an. Dies war das erste Kopplungsmanöver der chinesischen Raumfahrt. Am 14. November koppelte Shenzhou 8 ab und erneut an, bevor das Raumschiff das Raumlabor am 16. November endgültig verließ.
Die erste Besatzung kam am 18. Juni 2012 mit Shenzhou 9 an Bord und nahm damit das erste chinesische Raumlabor in Betrieb. Am 24. Juni wurde auch hier eine Ab- und Wiederankopplung durchgeführt. Die drei Raumfahrer verließen Tiangong 1 am 27. Juni 2012.
Die zweite, ebenfalls dreiköpfige Besatzung koppelte am 13. Juni 2013 mit Shenzhou 10 an. Eine zwischenzeitliche Ab- und Wiederankopplung erfolgte am 23. Juni, die endgültige Abkopplung am 25. Juni 2013.
Im März 2016 ging der Funkkontakt mit Tiangong 1 verloren. Am 2. April 2018 gegen 00:15 Uhr UTC trat das Raumlabor in die Erdatmosphäre ein. Soweit es nicht durch Erhitzung an vorbeistreichender Luft verglühte, fielen die Überreste in den Südpazifik.

## 2016: Tiangong 2

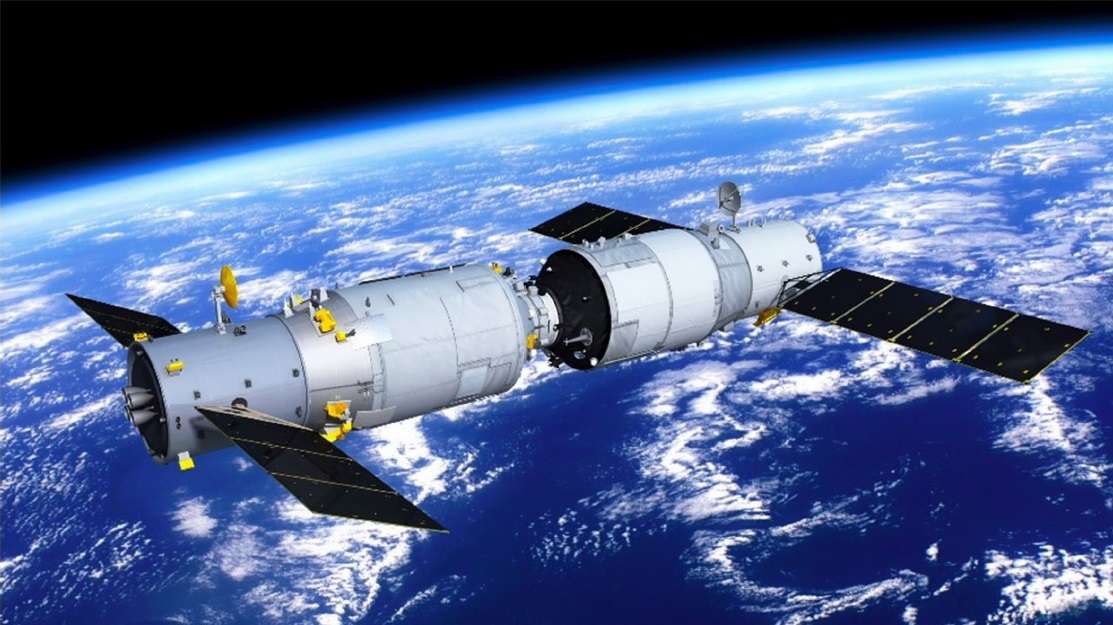
Tiangong 2 (rechts) mit dem Frachtraumschiff Tianzhou 1

Das zweite Raumlabor Tiangong 2 sah seinem Vorgänger zwar äußerlich ähnlich, sein Lebenserhaltungssystem war jedoch stark überarbeitet worden und ermöglichte den einmonatigen Aufenthalt einer zweiköpfigen Besatzung. Außerdem war Tiangong 2 für eine Betankung durch ein Tianzhou-Frachtraumschiff ausgelegt.
Damit war dieses Labor bereits um wesentliche Faktoren für die Errichtung einer dauerhaften Raumstation erweitert. Der Start von Tiangong-2 erfolgte am 15. September 2016. Am 18. Oktober 2016 koppelte das Raumschiff Shenzhou 11 am Raumlabor an. Jing Haipeng und Chen Dong bildeten die erste und einzige Besatzung der Station und blieben bis zum 17. November 2016 an Bord.
Im folgenden Jahr wurden mit dem Frachtraumschiff Tianzhou 1 drei Betankungstests durchgeführt, bei denen durch Zurückpumpen des für die Druckgasförderung der Triebwerke verwendeten Heliums in seine Gasflaschen in den Tanks des Raumlabors ein Unterdruck von gut 0,5 MPa erzeugt und die Treibmittel (Methylhydrazin und Distickstofftetroxid) aus den Tanks des Frachters gesaugt wurden.
Am 19. Juli 2019 wurde Tiangong 2 gezielt zum Absturz gebracht.